# Cytisus cantabricus
Cytisus cantabricus là một loài thực vật có hoa trong họ Đậu. Loài này được (Willk.) Rchb.f. miêu tả khoa học đầu tiên.